# Bodyguard (serie televisiva)
Bodyguard è una serie televisiva britannica creata da Jed Mercurio e diretta da Thomas Vincent insieme a John Strickland.
La serie è stata trasmessa dal 26 agosto al 23 settembre 2018 su BBC One. L'ultimo episodio della prima stagione ha ottenuto il record di ascolti degli ultimi dieci anni nel Regno Unito: 10.4 milioni di telespettatori ed uno share pari al 40.9%. Al di fuori del Regno Unito, la serie è stata interamente distribuita da Netflix il 24 ottobre 2018.

## Trama
La serie ruota attorno al personaggio immaginario David Budd, un sergente di polizia e un eroico veterano dell'esercito britannico sofferente di disturbo da stress post-traumatico, che ora lavora come agente nel comando di protezione del Metropolitan Police Service di Londra. È incaricato di proteggere l'ambizioso Segretario di Stato Julia Montague, segretario degli interni (Home secretary) la cui politica rappresenta tutto ciò che disprezza (guerra, violenza...)

## Episodi
| Stagione       | Episodi | Prima TV UK | Pubblicazione Italia |
| -------------- | ------- | ----------- | -------------------- |
| Prima stagione | 6       | 2018        | 2018                 |

## Produzione
La BBC ha commissionato la serie a World Productions nel 2016. Dopo che ITV Studios Global Entertainment ha acquistato l'azienda nel 2017, le due società gestiscono la distribuzione internazionale della serie.

## Riprese
La serie è stata filmata in gran parte a Londra, nelle zone di Whittington Estate per l'appartamento di Budd e Battersea per la casa di Montague. Le scene della bomba nell'episodio finale sono state girate intorno a CityPoint vicino a Moorgate e Woburn Square a Bloomsbury. Le scene del treno nel primo episodio sono state girate sulla linea ferroviaria Mid-Norfolk.
I giornalisti della BBC tra cui Andrew Marr, John Pienaar, John Humphrys e Laura Kuenssberg sono apparsi interpretando se stessi.

## Accoglienza
La serie ha ricevuto recensioni positive. Sul sito di aggregazione di recensioni Rotten Tomatoes, la serie ha un punteggio medio di 8,8/10 basato su 18 recensioni. Ci sono state anche alcune critiche sul fatto che il personaggio di Nadia fosse islamofobico, a causa della sostituzione di uno stereotipo di donne musulmane (che sono presumibilmente oppresse da uomini musulmani) con un altro (che i musulmani, uomini e donne, sono terroristi).